# 환경 보건 전망
환경 보건 전망 (Environmental Health Perspectives)은 1972년 창간된 미국의 학술지이다. 환경 보건과 산업의학을 주로 다룬다.
영어판과 중국어판이 같이 발행된다.